# Día Mundial de la Bicicleta
El Día Mundial de la Bicicleta es una jornada que se celebra el 3 de junio desde 2018, fue proclamado por la Asamblea General de las Naciones Unidas en ese mismo año.

## Proclamación
El Día Mundial de la Bicicleta fue proclamado por la Asamblea General de las Naciones Unidas el 12 de abril de 2018, tras una campaña liderada por el profesor Leszek Sibilski, con el apoyo de Turkmenistán y otros 56 países. Esta iniciativa, respaldada también por la Alianza Mundial de Ciclistas (WCA por sus siglas en inglés) y la Federación Europea de Ciclistas desde 2016, buscó reconocer la contribución de la bicicleta como un medio de transporte sencillo, asequible, limpio y sostenible que beneficia la salud y el medio ambiente. El objetivo principal de la proclamación es fomentar el uso de la bicicleta para promover el desarrollo sostenible, mejorar la educación física, promover la salud, prevenir enfermedades y facilitar la inclusión social y la cultura de paz. La resolución destaca la importancia de ofrecer infraestructura segura para ciclistas y peatones, como parte de un sistema de transporte urbano inclusivo y accesible para todos, especialmente los sectores más vulnerables.

## Celebración
Este día se celebra cada año el 3 de junio recordando su larga historia de más de dos siglos, y su papel como una solución viable y efectiva para la movilidad sostenible. La primera celebración oficial tuvo lugar en 2018. Durante este día, se organizan diversas actividades como marchas en bicicleta, campañas educativas sobre la seguridad vial y eventos comunitarios que promueven la salud física y mental, el bienestar y el uso del transporte sostenible.